# Bartolomeo Poggi
Bartolomeo Poggi (Genova, 18 gennaio 1901 – Genova, ...) è stato un calciatore italiano, di ruolo attaccante.

## Carriera
Esordì con la maglia della Doria contro Milan, nella prima gara di campionato persa 2 a 0. Dopo la fusione con la Sampierdarenese, gioca con la neonata Dominante per due anni in Divisione Nazionale totalizzando 35 presenze.
Poi insieme ai compagni di squadra, Ercole Carzino, Angelo Cassaza e Pietro Repetto, passa al'Imperia formando una temibile squadra che vincerà il campionato di seconda divisione con estrema facilità.
Conclude la carriera nella Andrea Doria in Serie C.

### Presenze e reti nei club
| Stagione            | Squadra             | Campionato          | Campionato | Campionato | Coppe nazionali | Coppe nazionali | Coppe nazionali | Totale | Totale |
| Stagione            | Squadra             | Comp                | Pres       | Reti       | Comp            | Pres            | Reti            | Pres   | Reti   |
| ------------------- | ------------------- | ------------------- | ---------- | ---------- | --------------- | --------------- | --------------- | ------ | ------ |
| 1924-1925           | Andrea Doria        | 1ª Div              | 24         | 10         | -               | -               | -               | 24     | 10     |
| 1925-1926           | Andrea Doria        | 1ª Div              | 21         | 12         | -               | -               | -               | 21     | 12     |
| 1926-1927           | Andrea Doria        | DN                  | 15         | 5          | CN+CI+CA        | 11              | 12              | 26     | 17     |
| Totale Andrea Doria | Totale Andrea Doria | Totale Andrea Doria | 60         | 27         | -               | 11              | 12              | 71     | 39     |
| 1927-1928           | La Dominante        | DN                  | 14         | 3          | CN              |                 |                 | 14     | 3      |
| 1928-1929           | La Dominante        | DN                  | 21         | 6          | -               | -               | -               | 21     | 6      |
| Totale La Dominante | Totale La Dominante | Totale La Dominante | 35         | 9          | -               |                 |                 | 35     | 9      |
| 1929-1930           | Imperia             | 2ª Div              | 18         | 21         | -               | -               | -               | 18     | 21     |
| 1930-1931           | Imperia             | 1ª Div              | 3          | 0          | -               | -               | -               | 3      | 0      |
| Totale Imperia      | Totale Imperia      | Totale Imperia      | 21         | 21         | -               | -               | -               | 21     | 21     |
| 1931-1932           | Seregno             | 1ª Div              | -          | -          | -               | -               | -               | -      | -      |
| 1932-1933           | Seregno             | 1ª Div              | -          | -          | -               | -               | -               | -      | -      |
| 1933-1934           | Seregno             | B                   | 10         | 1          | -               | -               | -               | 10     | 1      |
| Totale Seregno      | Totale Seregno      | Totale Seregno      | 10         | 1          | -               | -               | -               | 10     | 1      |
| 1933-1934           | Imperia             | 1ª Div              | 12         | 2          | -               | -               | -               | 12     | 2      |
| 1935-1936           | Andrea Doria        | C                   |            |            | CI              |                 |                 |        |        |
| 1936-1937           | Andrea Doria        | C                   |            |            | CI              |                 |                 |        |        |
| Totale Campionato   | Totale Campionato   |                     | 138+       | 60+        | -               | 11+             | 12+             | 149+   | 72+    |